# Wszystko aby przeżyć
Wszystko aby przeżyć – amerykański film przygodowy z 1990 roku na podstawie książki Almost Too Late Elmo Wortmana.

## Główne role
- Robert Conrad – Eddie Barton
- William B. Davis – dr Reynolds
- Tom Heaton – Dave
- Ocean Hellman – Wendy
- Matt LeBlanc – Billy Barton
- Emily Perkins – Krista

## Fabuła
Alaska. Ojciec z trójką dzieci wybiera się łodzią do odległego miasta. Przy normalnych warunkach atmosferycznych podróż powrotna powinna trwać 36 godzin. Zaskakuje ich jednak sztorm. Łódź się rozbija, a rodzina cudem dociera na brzeg. Ale najgorsze dopiero przed nimi. Muszą dotrzeć do domu, spędzając 24 godziny w zimnie i bez jedzenia.